# Aspach (Eppishausen)
Aspach ist ein Ortsteil der oberschwäbischen Gemeinde Eppishausen im Landkreis Unterallgäu.

## Geografie
Der Weiler Aspach liegt etwa zwei Kilometer nördlich von Eppishausen und ist durch eine Gemeindestraße an den Hauptort angebunden. Nördlich befindet sich das Waldgebiet Wolfslohe und nördlich das Waldgebiet Hagenbühl. Der Westen und Süden des Ortes wird landwirtschaftlich als Grünlandnutzung und Getreideanbau genutzt. Im Osten verläuft der Haselbach, westlich der Westerbach.

## Geschichte
Der Ort wird erstmals 1465 erwähnt. Er ist als Ausbau von Eppishausen angelegt worden und gehörte zu dessen Pfarrei und Gericht. Aspach teilte sich mit Eppishausen den Wechsel der Gerichtsherrschaft. Zunächst jedoch war der Ort anscheinend geteilt. Grundherren waren 1465 bis 1670 Andreas Brief, ein Augsburger Bürger sowie der Chorherr zu Schliersee Erasmus Waltenhofer. Später kamen die Güter an den Augsburger Bürger Schöner, von diesem wiederum an Hans Fugger den Älteren. Der Testamentarier des Domdekans Ulrich von Rechberg war ebenfalls noch in Aspach begütert. Im Jahre 1540 ging der Ort in die Herrschaft Kirchheim in Schwaben über, als Hans Walther von Hürnheim den Weiler kaufte. Eine Kapelle erhielt der Ort 1764.